# AOL

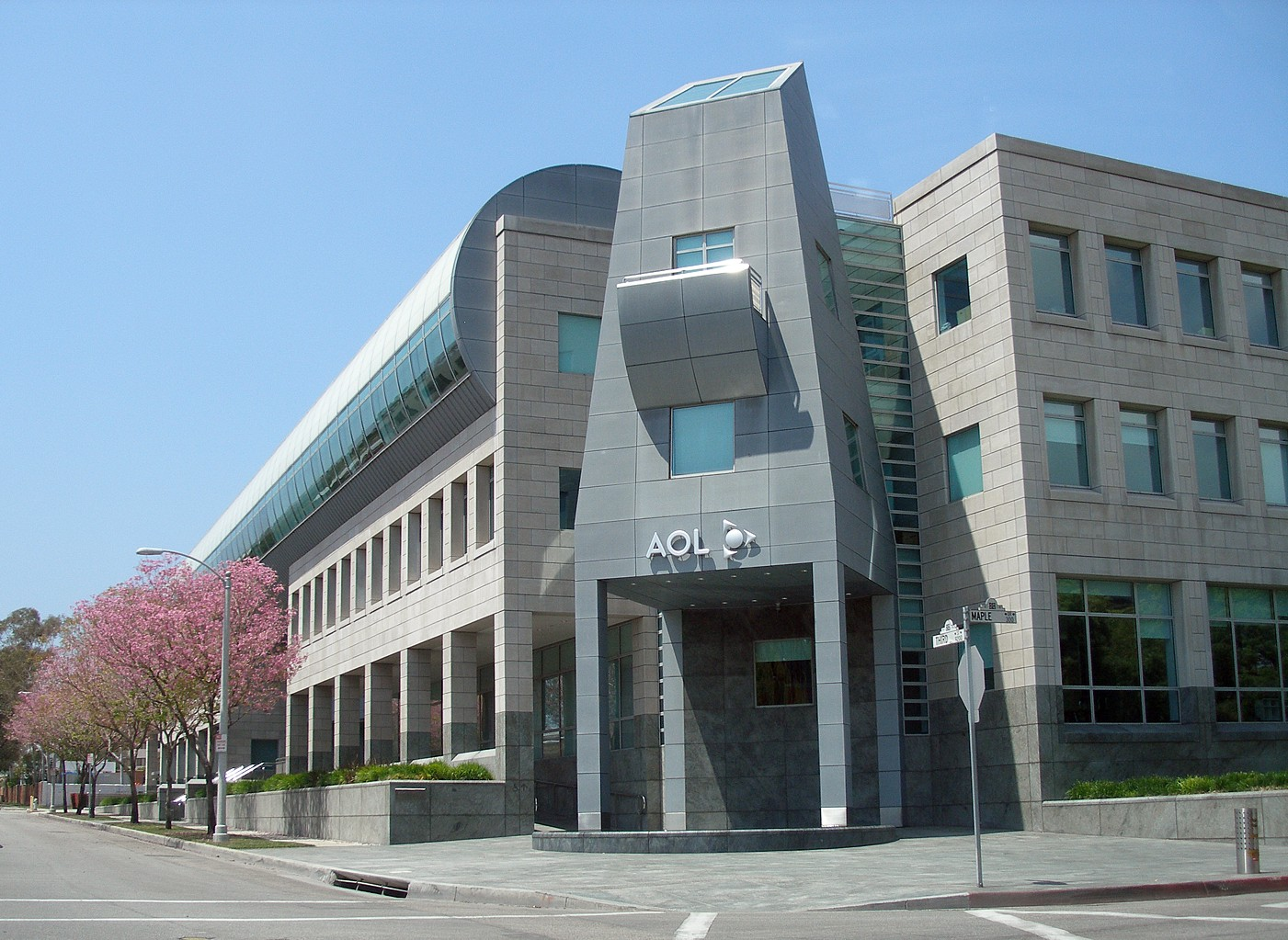
Oddział AOL w Beverly Hills (Kalifornia)

AOL (dawniej America Online) – jeden z głównych dostawców usług internetowych, powstały w 1983 roku jako Quantum Computer Services, później posługujący się nazwą America Online. W latach 90. AOL był utożsamiany przez wielu Amerykanów z Internetem; w najlepszych latach obsługiwał 30 milionów subskrybentów, chociaż później liczba ta znacząco spadła. Do 2009 roku AOL był spółką korporacji medialnej Time Warner. Spółka publiczna notowana na Giełdzie Nowojorskiej (NYSE)

## Historia
Usługi AOL zostały uruchomione w 1985 jako rodzaj mega-BBS dla komputerów Commodore 64 i 128. Oryginalna nazwa tej usługi sieciowej brzmiała Quantum Link (w skrócie „Q-Link”) i świadczona była przez przedsiębiorstwo Quantum Computer Services. W październiku 1989, Quantum rozpoczął swoją własną usługę dla komputerów Apple II i Macintosh, a w lutym 1991 otwarto AOL dla systemu MS-DOS.
W październiku 1991 Quantum zmienił swoją nazwę na America Online. Te zmiany rozpoczęły trend szybkiego wzrostu liczby płatnych usług opartych na BBS, takich jak Prodigy i CompuServe, z którymi AOL konkurował. Na początku lat 90. XX wieku przedsiębiorstwo znalazło się pośród największych dostawców udostępniających łącza internetowe.
Od późnych lat 90. AOL zaczął skupować i wspierać wiele popularnych projektów, włączając korporację Netscape wraz z projektem Mozilla, Winampa przedsiębiorstwa Nullsoft i izraelskie ICQ. Wkrótce przedsiębiorstwo połączyło się z gigantem medialno-telekomunikacyjnym Time Warner, tworząc wielki konglomerat starych mediów i nowych opartych na technologiach cyfrowych i internetowych.
W kwietniu 2006 roku przedsiębiorstwo America Online zmieniło firmę na AOL.
W ostatnich latach AOL nie tylko stracił wielu klientów, ale znalazł się w centrum kontrowersji w związku z bardzo agresywnymi taktykami retencji klientów, promowaniem koncepcji opłat za wysyłanie wiadomości e-mail, współpracę z władzami Chin w zakresie cenzury Internetu czy w końcu ogromny wyciek informacji dotyczący zapytań 650 tysięcy użytkowników utrzymywanej przez AOL wyszukiwarki.
12 grudnia 2007 roku wydawca AOL na Europę spółka Global Limited uruchomiła serwis po polsku, projekt zamknięto w 2010 roku.
28 maja 2009 roku firma Time Warner ogłosiła spin-off firmy AOL, który zakończył się 9 grudnia 2009. Tym samym po ośmiu latach zakończono związek AOL-u z Time Warner.

## Znane osoby związane z firmą
- Steve Case(inne języki), były szef AOL
- Justin Frankel, założyciel należącej do AOL firmy Nullsoft